# Pharmakoi/Distance-Crunching Honchos with Echo Units
Pharmakoi/Distance-Crunching Honchos with Echo Units es el único álbum de estudio del proyecto de rock australiano The Refo:mation. La formación consistía de los miembros de The Church y fue una reunión de facto con Peter Koppes, pero sin la participación de Marty Willson-Piper.
Elementos sonoros y de producción presentes en el material se volvieron recurrentes en los subsiguientes álbumes de The Church, en especial su duodécimo álbum de estudio, Forget Yourself, al contener un mayor sonido crudo envuelto con distorsiones y mayor tonos discordes.

## Contexto
Originalmente, Peter Koppes había abandonado temporalmente The Church luego de publicar The Blurred Crusade en 1982, citando insatisfacción con su rol dentro de la banda, en especial al componer el riff inicial de una de sus canciones más populares, «The Unguarded Moment».
Luego de volver en medio de su gira, siguió con la banda hasta la siguiente década, donde nuevamente destaca los mismos problemas. Para Magician Among the Spirits, Koppes tuvo participaciones como músico invitado, creando The Refo:mation junto a Kilbey y Powles como un proyecto de estudio previo a su próximo álbum.

## Lista de canciones
| N.º      | Título                 | Duración |  |
| 1.       | «1:07»                 | 1:08     |  |
| 2.       | «Don't Move»           | 4:21     |  |
| 3.       | «Traitor»              | 5:21     |  |
| 4.       | «She Comes In Singing» | 3:39     |  |
| 5.       | «All See It Now»       | 4:42     |  |
| 6.       | «Trying to Get In»     | 5:38     |  |
| 7.       | «Florian Trout»        | 4:35     |  |
| 8.       | «5:28»                 | 3:29     |  |
| 9.       | «Who is the One?»      | 5:34     |  |
| 10.      | «Get Over It»          | 3:45     |  |
| 11.      | «Take Your Place»      | 3:46     |  |
| 12.      | «Towards Sleep»        | 5:22     |  |
| 13.      | «The Moon and the Sea» | 4:56     |  |
| 14.      | «Stop»                 | 4:51     |  |
| 01:01:07 |                        |          |  |

## Créditos y personal
Adaptados desde AllMusic.
The Refo:mation
- Steve Kilbey – Voz principal, bajo, guitarras, teclados.
- Peter Koppes – Guitarras, teclados, bajo.
- Tim Powles – Batería Mapex, percusión, bajo, voz principal en «Take Your Place».[7]

Producción y apoyo
- Sandy Chick – voces.
- Chris Campbell – Asistente de ingeniería, guitarra en «5:28».
- Julien Klettenberg – Arte del álbum.
- Tim Powles – Ingeniería, mezcla.